# Bjurtjärnen (Näs socken, Jämtland)
Bjurtjärnen är en sjö i Östersunds kommun i Jämtland och ingår i Indalsälvens huvudavrinningsområde.